# تولا ۸۹۸۵

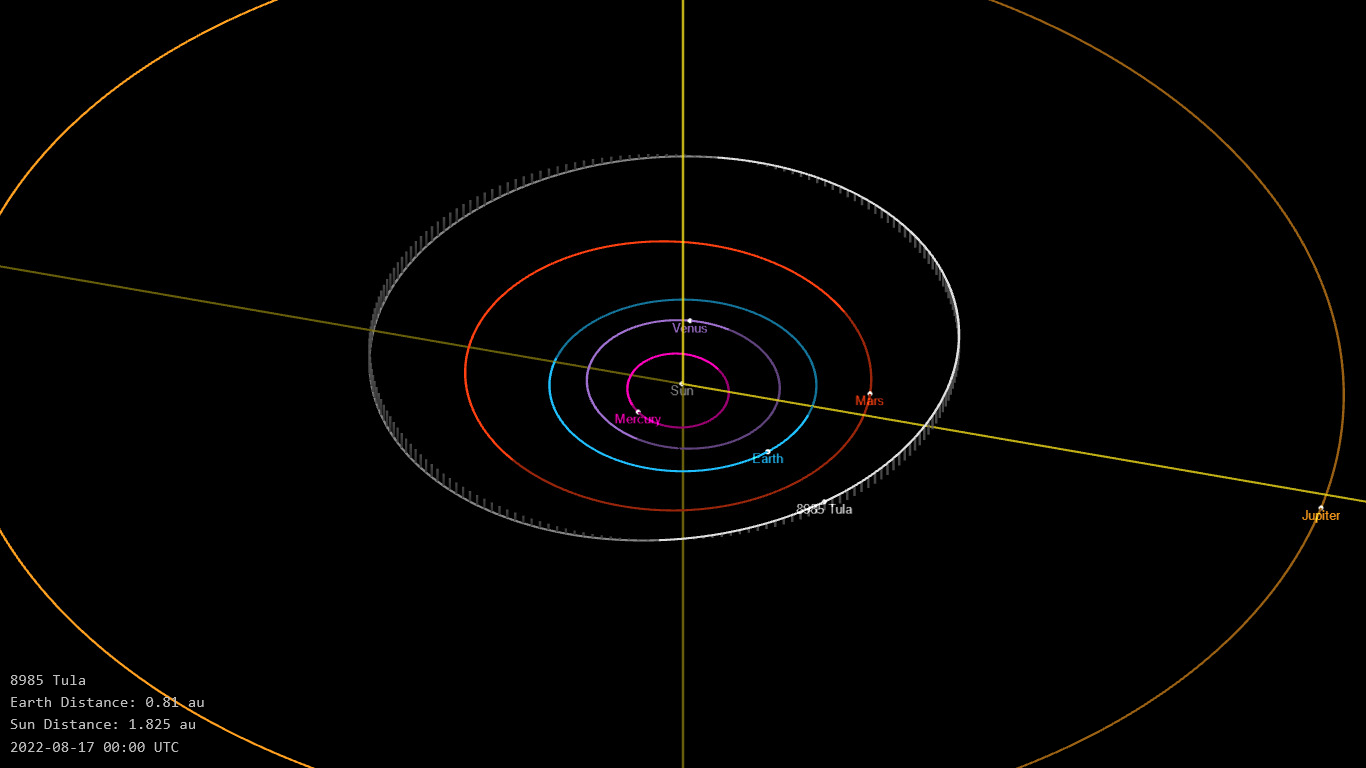

سیارک ۸۹۸۵ (به انگلیسی: 8985 Tula، نامگذاری:1978PV3) هشت هزار و نهصد و هشتاد و پنجمین سیارک کشف شده‌است که در ۹ اوت ۱۹۷۸ کشف شد.
قدر مطلق سیارک برابر ۱۷.۰ است.